# Antoine Chainas
Œuvres principales
- Pur, Empire des chimères

Antoine Chainas, né en 1971, est un écrivain français de romans policiers. Il s'est imposé, à partir de 2007, comme l'un des auteurs phares de la collection « Série noire » dirigée par Aurélien Masson chez Gallimard. Il traduit aussi des romans policiers anglo-saxons.

## Œuvre

### Romans
- Aime-moi Casanova, Gallimard, coll. « Série noire », 2007  (ISBN 978-2-07-078118-8)Réédition, Gallimard, coll. « Folio policier » no 582, 2010 (ISBN 978-2-07-042785-7)
- Versus, Gallimard, coll. « Série noire », 2008  (ISBN 978-2-07-078637-4)Réédition, Gallimard, coll. « Folio policier » no 547, 2009 (ISBN 978-2-07-037989-7)
- Anaisthêsia, Gallimard, coll. « Série noire », 2009  (ISBN 978-2-07-012310-0)Réédition, Gallimard, coll. « Folio policier » no 618, 2011 (ISBN 978-2-07-044116-7) - Prix des lecteurs Quais du polar 2010
- Six pieds sous les vivants, La Tengo, coll. « Mona Cabriole », 2009  (ISBN 978-2-35461-004-3)Réédition, Pocket, coll. « Thriller » no 15232, 2013 (ISBN 978-2-26-622785-8)
- Une histoire d'amour radioactive, Gallimard, coll. « Série noire », 2010  (ISBN 978-2-07-012841-9)Réédition, Gallimard, coll. « Folio policier » no 713, 2014 (ISBN 978-2-07-045617-8)
- 2030 : L'Odyssée de la poisse, Baleine, coll. « Le Poulpe », 2010  (ISBN 978-2842194772)
- Pur, Gallimard, coll. « Série noire », 2013  (ISBN 978-2-07-014099-2)Réédition, Gallimard, coll. « Folio policier » no 801, 2016 (ISBN 978-2-07-046927-7) - Grand prix de littérature policière 2014
- Empire des chimères, Gallimard, coll. « Série noire », 2018  (ISBN 978-2-07-277720-2)Réédition, Gallimard, coll. « Folio policier » no 894, 2019 (ISBN 978-2-07-284128-6)
- Bois-aux-renards, Gallimard, coll. « Série noire », 2023, 514 p.  (ISBN 978-2-07-285-770-6)Réédition, Gallimard, coll. « Folio policier » no 1011, 2024 (ISBN 978-2-07-304437-2)

### Traductions
- La Belle Vie (High Life de Matthew Stokoe), Gallimard, coll. « Série noire », 2012  (ISBN 978-2-07-013110-5) Réédition, Gallimard, coll. « Folio policier » no 714, 2013 (ISBN 978-2-07-045619-2)
- Prise directe (Plugged de Eoin Colfer), Gallimard, coll. « Série noire », 2012  (ISBN 978-2-07-013566-0)
- Empty Mile (Empty Mile de Matthew Stokoe), Gallimard, coll. « Série noire », 2013  (ISBN 978-2-07-013880-7)
- Plein Gaz (Throttle de Joe Hill et Stephen King), Jean-Claude Lattès, 2013  (ISBN 978-2-7096-4383-2) Réédition, J'ai lu, 2015  (ISBN 978-2-2900-8086-3)
- L'Autre Chair (Strange Flesh de Michael Olson), Gallimard, coll. « Série noire », 2013  (ISBN 978-2-07-013744-2)
- Identique (Identical de Scott Turow), Jean-Claude Lattès, 2014  (ISBN 978-2-7096-4585-0) Réédition, J'ai lu, coll. « Policier » no 11263, 2016  (ISBN 978-2-7112-0154-9)
- Donnybrook (Donnybrook de Frank Bill), Gallimard, coll. « Série noire », 2014  (ISBN 978-2-07-014178-4)
- Nosfera2 (de Joe Hill), Jean-Claude Lattès, 2014  (ISBN 978-2-7096-4384-9) Réédition, J'ai lu, 2015  (ISBN 978-2-2901-2225-9)
- Sauvagerie (Colony of Whores de Matthew Stokoe), Gallimard, coll. « Série noire », 2015  (ISBN 978-2-07-014554-6)
- Sans retour (No way back de Matthew Klein), Gallimard, coll. « Série noire », 2016  (ISBN 978-2-0701-4145-6)
- La dorade me donne le hoquet (Bream gives me hiccups de Jesse Eisenberg), Jean-Claude Lattès, 2016  (ISBN 978-2-7096-4858-5) Réédition, Le Livre de poche, 2018  (ISBN 978-2-2530-6999-7)
- L'Homme-feu (The Fireman de Joe Hill), Jean-Claude Lattès, 2017  (ISBN 978-2-7096-5684-9) Réédition, Le Livre de poche, 2018  (ISBN 978-2-2530-8346-7)
- Avant la chute (Before the Fall de Noah Hawley), Gallimard, coll. « Série noire », 2018  (ISBN 978-2-0701-4974-2) Réédition, Gallimard, Coll.|Folio policier, 2019  (ISBN 978-2-0728-4098-2)
- Les Féroces (Fierce Bitches de Jedidiah Ayres), Les Arènes, coll. « EquinoX », 2018  (ISBN 978-2-3520-4879-4)
- Chaque homme, une menace (Every Man a Menace de Patrick Hoffman), Gallimard, coll. « Série noire », 2019  (ISBN 978-2-0727-4396-2)
- L'Étoile du nord (Star of the North de D.B. John), Les Arènes, coll. « EquinoX », 2019  (ISBN 978-2-7112-0012-2) Réédition, Pocket, 2020  (ISBN 978-2-2663-0005-6)
- Verax (Verax de Pratap Chatterjee, Khalil), Les Arènes, coll. « Bandes dessinées », 2019  (ISBN 978-2-7112-0154-9)
- Blanc d'os (Bone White de Ronald Malfi), Seuil, coll. « Cadre Noir », 2021  (ISBN 978-2-0214-2073-9)
- Bobby Fischer - L'ascension et la chute d'un génie des échecs (Black & White - The Rise and Fall of Bobby Fischer de Wagner Willian, Julian Voloj), Les Arènes, coll. « Bandes dessinées », 2021  (ISBN 979-1-0375-0464-7)
- La Fille du Ninja (The Ninja Daughter de Tori Eldridge), Les Arènes, coll. « EquinoX », 2022  (ISBN 979-1-0375-0579-8)
- La Lune de l'âpre neige (Moon of the Crusted Snow de Waubgeshig Rice), Les Arènes, coll. « EquinoX », 2022  (ISBN 979-1037505972) Réédition, Le Livre de poche, 2024  (ISBN 978-2-2532-4377-9)
- Six versions - Tome 1 Les orphelins du Mont Scarclaw (Six Stories de Matt Wesolowski), Les Arènes, coll. « EquinoX », 2023  (ISBN 979-1-0375-0822-5) Réédition, Points, 2024  (ISBN 979-1-0414-1570-0)
- Dette de sang (Better the Blood de Michael Bennett), Les Arènes, coll. « EquinoX », 2023  (ISBN 979-1-0375-0826-3)
- Six versions - Tome 2 La tuerie McLeod (Hydra de Matt Wesolowski), Les Arènes, coll. « EquinoX », 2023  (ISBN 979-1-0375-0827-0) Réédition, Points, 2024  (ISBN 979-1-0414-1571-7)
- L'Infiltrée (The Ninja's blade de Tori Eldridge), Les Arènes, coll. « EquinoX », 2023  (ISBN 979-1-0375-0829-4)
- Six versions - Tome 3 Le Disparu du Wentshire (Changeling de Matt Wesolowski), Les Arènes, coll. « EquinoX », 2023  (ISBN 979-1-0375-0834-8)
- Les Affreux (Peckerwood de Jedidiah Ayres), Les Arènes, coll. « EquinoX », 2023  (ISBN 979-1-0375-0831-7)
- Six versions - Tome 4 Le vampire d'Ergath (Beast de Matt Wesolowski), Les Arènes, coll. « EquinoX », 2024  (ISBN 979-1-0375-1095-2)

## Prix et distinctions
- Prix des lecteurs Quais du polar / 20 minutes 2010 pour Anaisthêsia[3]
- Grand prix de littérature policière 2014 pour le roman Pur[4].